# مسترجسية
المُسْتَرْجِسية أو السوردارية[بحاجة لمصدر] (الاسم العلمي: Sordariaceae) هي فصيلة من الفطريات تتبع رتبة المسترجسيات من الطائفة المسترجسانية.

## أجناس
- المسترجسة
- العصيباء المبوغة